# 联苯苄唑
聯苯苄唑（Bifonazole，商標名Canespor ），音譯比弗那挫，是一種軟膏形式的咪唑抗真菌藥物。 
它於1974年獲得專利，並於1983年批准用於醫療。還有與尿素的組合用於治療甲癬。

## 副作用
最常見的副作用是應用部位的燒灼感。其他反應如瘙癢、濕疹或皮膚乾燥，則很少見。聯苯芐唑是一種有效的芳香酶抑製劑。